# 威洛山鎮區 (伊利諾伊州傑斯帕縣)
威洛山鎮區（英語：Willow Hill Township）是位於美國伊利諾伊州傑斯帕縣的一個行政鎮區。

## 地方資料
根據2010年美國人口普查的數據，威洛山鎮區的面積為88.50平方千米，當中陸地面積為88.42平方千米，而水域面積為0.08平方千米。當地共有人口631人，而人口密度為每平方千米7.13人。